# Fashion blogger
Un fashion blogger è colui che aggiorna con costanza un diario online inerente a tematiche legate al mondo della moda.

## Definizione
Il raggio d'azione del fashion blogger è molto ampio: esistono fashion blog orientati maggiormente verso il mondo dell'alta moda e delle passerelle delle fashion week, fino ad arrivare a diari dove lo scrittore consiglia gli outfit più economici e trendy al contempo. Molti fashion blogger scrivono esclusivamente per consigliare quali acquisti fare, come fossero dei personal shopper virtuali, mentre altri propongono il proprio stile personale ed altri ancora danno consigli pratici per gestire gli "outfit" di tutti i giorni. La portata del fenomeno dei fashion blogger è tale che molti brand dell'industria della moda sono soliti commissionare articoli ai blogger più famosi per ottenere una vetrina in più per questo o quel prodotto; altri marchi invece sono arrivati a creare dei fashion blog propri, innescando quindi un meccanismo sempre più vizioso e potente a livello mediatico. Il fashion blogger di successo assume questa carica come una professione a tutti gli effetti, divenendo icona di stile e fonte di ispirazione per gli avventori della blogosfera interessati alla moda: un fashion blogger, per essere riconosciuto come tale, deve necessariamente pubblicare esclusivamente articoli delle tipologie sopracitate, altrimenti è catalogabile come blogger generico oppure come lifestyle blogger.

## La moda sui social network
Dopo l'impennata che il mondo dei blog ha avuto tra la fine degli anni 2000 e l'inizio degli anni 2010, è sorta quasi parallelamente la realtà dei fashion blogger che con l'avvento di piattaforme social network sempre più "image friendly" ha ottenuto un ulteriore avallo mediatico per espandersi maggiormente, anche a livello di micro-blogging come avviene con Tumblr e Instagram. Si stima che ad oggi esista un numero di circa 2 milioni di fashion blogger, almeno secondo i dati ricavati da Technorati: per quanto ci siano decine di migliaia di fashion blogger con un buon seguito, coloro che sono influenti nel mercato della moda arrivano a poche centinaia perché il numero di coloro che superano la barriera dell'anonimato sono, per ovvi motivi, molti meno.